# Trachinus draco
El pez escorpión (Trachinus draco), también denominado pez araña, faneca brava, escarapote, sabirón o salvario, es un pez de la familia Trachinidae común en aguas frías del mar Mediterráneo, mar Cantábrico y del este del océano Atlántico. Con talla total media cercana a los 30 cm, es alargado y comprimido. Opérculo con espina venenosa dirigida hacia atrás. Boca grande y oblicua. Primera aleta dorsal corta, usualmente de color oscura o negra (que es la distinción más inequívoca de otros especies de pez similares pero generalmente no venenosas), con cinco a siete espinas venenosas[cita requerida]. Segunda aleta dorsal simétrica a la anal, con 21 a 32 espinas blandas[cita requerida]. Aleta caudal ligeramente cóncava. Aletas pélvicas anteriores a las pectorales. Ojos muy dorsales y juntos. De color pardo verdoso con manchas más oscuras y algunas líneas oblicuas pardo amarillentas, una mancha negra en la primera aleta dorsal. Bentónico y sedentario, vive semienterrado en el fondo arenoso o fangoso, hasta profundidades próximas a los 150 metros.
Entre las especies de la misma familia se encuentran T. araneus, T. armatus, T. collignoni, T. lineolatus, T. pellegrini, T. radiatus, E. vipera.
Posee un veneno de naturaleza glucoproteica y vasoconstrictora, en caso de inoculación en el ser humano provoca síntomas de inflamación, vómitos, dolor, fiebre e incluso insuficiencia respiratoria y convulsiones. El dolor, que se irradia rápidamente, alcanza el máximo a la media hora y cede a las 2 a 24 horas. El aparato toxicóforo está en los radios espinosos de la primera aleta dorsal y en las espinas del opérculo.
Un dato a tener en cuenta es que podemos combatir el veneno con calor, por lo que una de las medidas más eficaces es sumergir el miembro o zona afectada en agua caliente (sobre 45°) durante 1 hora o 1,30 horas, pues la toxina es termolábil y se inactiva con el calor. Es recomendable acudir siempre al hospital o centro de salud para administrar los medicamentos pertinentes lo más rápidamente posible.